# Guts (disc jockey)
Guts (Parigi, ...) è un disc jockey francese.

## Formazione
Guts scopre la musica grazie a sua madre che lo ricompensava con dischi 45 giri per i buoni risultati ottenuti a scuola. Questo lo porta ad amare ed utilizzare i vinili in tutta la sua opera musicale successiva. Questo amore per la musica lo porta ad avvicinarsi alla musica Hip Hop e questa passione lo convince a fare un viaggio nelle città di New York e successivamente Londra per conoscere meglio i luoghi che hanno visto nascere questo genere musicale. Questa passione lo porterà a diventare un DJ e Beatmaker.

## Gli inizi
La carriera musicale di Guts inizia nel 1990 con la creazione di un gruppo musicale, gli Alliance Ethnik, con il quale dà vita ai primi album, “Simple et funky”, "Fat comeback" e tre album crossover utilizzando un computer Atari ST, un sampler Ensoniq EPS e una drum machine E-mu SP-1200 esibendosi in molti concerti.
Dopo questa esperienza inizia a lavorare con gli artisti De La Soul, Rahzel dei The Roots, Common, Vinia Mojica, Biz Markie e l'ingegnere del suono Bob Power, che considera il suo maestro assoluto.
Nei primi anni 2000 collabora con la casa discografica Kif Records dove compone musica per alcuni artisti francesi come Big Red, Les Svinkels, Passi, Les Rieurs, Les Sages Po.
La produzione dell'album "Raggamuffin Culture" di Big Red lo porta a viaggiare in Giamaica dove conosce e collabora con gli artisti musicali Anthony B, Michael Rose, Sacha e Sugar Minott

## La maturità e gli album solisti
Nel 2007 incide "Guts le Bienheureux" il primo album da solista per la casa discografica Wax On Records di proprietà dei Nightmares on Wax. L'importanza della casa discografica con la quale produce l'album lo fa conoscere a livello internazionale anche grazie al brano "And the living is easy".
Nel 2009 incide "Freedom", il secondo album da solista ma questa volta, a differenza del precedente album, è completamente autoprodotto ed è frutto di una collaborazione con l'artista Mambo con il quale dà vita alla casa discografica Pura Vida Music.
Nel 2011 esce l'EP "Rage Against My Computer" per la neonata casa discografica Pura Vida Music in collaborazione con la casa discografica Still Music.